# Николай (Саяма)
Архиепископ Николай (в миру Пётр Саяма Дайроку, яп. ぺトル 佐山 大麓; 22 ноября 1914, Тайхоку, Японская империя — 26 августа 2008, Софийский монастырь, Тиба) — епископ Русской православной церкви, титулярный архиепископ Раменский, викарий Московской епархии (1996—2008).

## Биография
Родился 22 ноября 1914 года в городе Тайхоку (Тайбэй), на острове Тайвань, входившем тогда в состав Японской империи, где на тот момент работал его отец, по специальности социолог, в месте с которым проживала и его семья. Вскоре после рождения сына, мать вместе с детьми вернулась в Японию и поселилась в городе Миядзу, близ Киото, где под влиянием православных родственников они приняли крещение: Дайроку получил имя Петр, мать — София, три старших сестры — Вера, Надежда и Любовь. Его отец исповедовал англиканство.
Прожив в Миядзу несколько лет, семья снова перебралась на Тайвань, но в 1926 году они окончательно возвращаются в Японию. На этот раз они смогли обосноваться в Токио, где Петр учился в средней школе и уже тогда имел твёрдое решение стать православным священником. В 1932 году он окончил школу, и поступил в респектабельный англиканский Университет св. Павла — Риккё дайгаку.
Однако три года спустя по рекомендации настоятеля Ёцуя о. Павла Морита, чувствовавшего влечение юноши к духовной стезе, перешел в православное училище, действовавшее на Суругадай — он оказался в числе его последних студентов — Тогда на курсе было всего три человека. В 1938 году он окончил обучение.
В феврале 1940 года он был призван в действующую армию и три года отслужил механиком-водителем в одном из японских танковых полков в Маньчжоу-го. Там же на материке он познакомился с сыном одного из руководителей компании «Nissan» и после демобилизации смог устроиться в конструкторский отдел этой компании, в котором состоял следующие 8 лет. За год до окончания войны был командирован в Маньчжурию на строительство нового завода; в 1945 года вместе с военными попал в плен и лишь через год был репатриирован.
После окончания Второй Мировой Войны большинство православных приходов в Японии оказались в юрисдикции русской «Северо-Американской митрополии».
Тогдашний управляющий Японской православной церковью епископ Ириней (Бекиш) смог договориться с руководством Северо-Американской митрополии о том, чтобы японские студенты могли обучаться в Свято-Владимирской духовной семинарии, где преподавали Георгий Флоровский, Николай Лосский, Александр Шмеман, позднее Иоанн Мейендорф. В сентябре 1954 года вместе с Кириллом Арихарой уехал в США, где поступил в Свято-Владимирскую семинарию.
Обучаясь на третьем курсе, в октябре 1956 года рукоположён во диакона целибатом, а в ноябре того же года — во пресвитера и назначен помощником настоятеля семинарской церкви.
В 1957 году, архиепископ Ириней (Бекиш) в очередной раз посетил Америку, побывал в том числе в Свято-Владимирской семинарии, где преподаватели давали об о. Петре самые лестные отзывы. Предполагалось, что после выпуска студенты, чье обучение происходило из средств Японской Православной Церкви,
немедленно возвратятся в Японию и приступят к церковному служению. Тем не менее, о. Петр, желая лучше познакомиться с мировой православной традицией, по окончании семинарии летом 1959 года предпочел отправиться в Грецию. Там он провел около двух лет, из них полтора года в Афинах; посетил также монастыри на Афоне.
В Японию Саяма возвратился только в феврале 1961 года, обладая уникальным для тогдашнего японского духовенства опытом и багажом знаний, однако новый предстоятель Церкви архиепископ Никон (де Греве) расценил его самовольную поездку в Грецию как нарушение послушания: о. Петра назначили настоятелем небольшой церкви в Кагосима на юге Японии.
К этим годам связь между Японией и Советским Союзом наладилась, и православно верующие японцы получили возможность переписываться с Московским Патриархатом. Летом того же года в Японии отмечалось 100-летие со дня прибытия в страну святителя Николая Японского, в связи с чем Японию посетил архиепископ Пермский и Соликамский Сергий (Ларин). Во время этого визита при посредничестве Александра Манабэ священник Петр Саяма встретился с архиепископом Сергием и по его благословению перешёл в юрисдикцию Московского Патриархата, начав служить в токийской церкви вместе с иереем Антонием Такай. Архиепископом Никоном он был запрещен 23 сентября.
В начале августа 1962 года по приглашению Московской Патриархии вместе с делегацией Японского благочиния впервые приехал в Москву и 1 сентября во время пребывания в Троице-Сергиевой Лавре был пострижен в монашество с именем Николай.
Осени 1965 года протоиерей Антоний Такай тяжело заболел и был прикован к постели. В связи с этим иеромонах Николай фактически возглавил благочиние Московского Патриархата в Японии. 3 января 1966 года протоиерей Антоний Такай умер в возрасте 92 лет.
28 августа 1966 года, во время своего второго посещения Советского Союза, в Спасо-Преображенском соборе в Ленинграде митрополитом Ленинградским и Ладожским Никодимом (Ротовым) был возведён в сан архимандрита, приняв на себя официальное руководство Благочинием.
7 сентября 1966 года решением Священного Синода утверждён благочинным церквей Московского Патриархата в Японии.
После того, как архимандрит Николай возглавил Благочиние, делегации из СССР наконец получили возможность расширения в Японии актуальных тогда для Москвы экуменических и межрелигиозных контактов. В отличие от протоиерея Антония Такай, предпочитавшего обходиться без связей с инославными, архимандрит Николай (Саяма) оказался более открытым к сотрудничеству, что и неудивительно, учитывая опыт, полученный им в США: межправославные контакты были повседневной реальностью Свято-Владимирской семинарии.
7 октября 1967 года Священный Синод принял решение о воссоздании Православной духовной миссии в Японии и назначил её начальником архимандрита Николая с возведением его в сан епископа Токийского и Японского.
9 декабря 1967 года в храме святого апостола и евангелиста Иоанна Богослова в Ленинградской духовной академии состоялось наречение архимандрита Николая во епископа Токийского и Японского. Чин наречения совершали: митрополит Ленинградский и Новгородский Никодим (Ротов), архиепископ Алма-Атинский и Казахстанский Иосиф (Чернов), епископ Архангельский и Холмогорский Никон (Фомичёв), епископ Тульский и Белевский Варфоломей (Гондаровский), епископ Зарайский Ювеналий (Поярков), епископ Тихвинский Михаил (Мудьюгин), епископ Подольский Гермоген (Орехов), епископ Смоленский и Вяземский Гедеон (Докукин). Речь при наречении была произнесена архимандритом Николаем по-английски.
10 декабря 1967 года в Троицком соборе Александро-Невской Лавры в Ленинграде, где некогда был хиротонисан равноапостольный Николай, теми же иерархами хиротонисан во епископа Токийского и Японского.
18 марта 1968 года епископ Николай подал в Токийский окружной суд иск по поводу незаконного присвоения Японской Православной Церковью (в американской юрисдикции) земельного участка и кафедрального собора на Суругадай. Уже через три дня, как и надеялись Манабэ и Ёсимура, на недвижимое имущество Николай-до на время судебного разбирательства был наложен арест: Японская Церковь отныне могла лишь использовать собор для совершения богослужений, но не имела права продавать или сдавать в аренду землю и здания, находящиеся на этой территории. 26 марта по этому поводу состоялась пресс-конференция, на которой епископ Николай объявил, что возбуждает суд для того, чтобы "призвать Японскую Православную Церковь Христа, которая по политическим причинам действует по желанию раскольнической церкви, как можно скорее вернуться в лоно истинно Православной
Церкви.
В 1968 году епископ Николай определением Священного Синода включён в состав делегации Русской Православной Церкви на IV Ассамблею Всемирного Совета Церквей в Уппсале. В этом же году он участвовал от Русской Православной Церкви на III Всехристианском Мирном Конгрессе в Праге. В 1969 году включён в состав Комиссии Священного Синода по вопросам христианского единства.
С 10 апреля 1970 года, когда приходы бывшие ранее в юрисдикции «Американской митрополии» составили Японскую Православную Автономную Церковь, владыка Николай стал епископом Можайским (титулярным), викарием Московской епархии и настоятелем подворья Русской Православной Церкви в Японии.
Как представитель Русской Православной Церкви он участвовал во Всемирной Конференции «Религия и Мир» в Киото 16-22 октября 1970 года, 16 сентября 1971 года был включён в состав делегации от Русской Церкви на IV Всехристианский Мирный Конгресс в Праге 30 сентября — 3 октября 1971 года, а 17 апреля 1975 года был назначен членом делегации Московского Патриархата на V Ассамблею Всемирного Совета Церквей в Найроби.
16 июля 1984 года был возведён в сан архиепископа.
25 декабря 1986 года освобожден от должности настоятеля Патриаршего Подворья в Токио и пребывал на покое по собственному прошению, будучи настоятелем устроенного на земле его дачи в посёлке Мацуо Покровского, а затем Софийского, монастыря.
По некоторым данным в начале 1990-х годов архиепископ Николай вместе со своим монастырём перешёл в ведение Константинопольского Патриархата, но вскоре возвратился под омофор Русской Православной Церкви.
С 16 мая 1996 года — архиепископ Раменский, викарий Московской епархии.
В 2003 году в резиденции владыки Николая в префектуре Тиба был образован Софийский монастырь, и сюда из Южно-Уссурийска были командированы мать Ксения и мать Магдалина.
В июне 2008 года не прибыл на Архиерейский собор Русской православной церкви по болезни
Скончался 26 августа 2008 года на 94-м году жизни, являясь старейшим архиереем Русской Православной Церкви. Архиепископ Николай был отпет в Мацуовском Софийском монастыре епископами Сендайским Серафимом (Цудзиэ) и Уссурийским Сергием (Чашиным), а затем погребен на иностранном кладбище Иокогамы.

## Сочинения
- Речь при наречении во епископа Токийского и Японского 9 декабря 1967 года // Журнал Московской Патриархии. — М., 1968. — № 2. — С. 5-7.
- «К отделившимся братьям» (воззвание), ЖМП. 1969, № 2, с. 21-22.

## Награды
- Орден преподобного Сергия Радонежского 2-й степени (1980)[17]
- орден святого равноапостольного князя Владимира 1-й степени
- орден св. равноап. князя Владимира 2-й степени
- Орден святого благоверного князя Даниила Московского 2-й степени.